# Спарток III
Спарток III (умер около 284 до н. э.) — боспорский царь из династии Спартокидов, правивший около 304 — 284 годов до н. э. Сын царя Евмела.

## Биография
При Спартоке III произошло укрепление царской власти. Отныне цари Боспора именовались «басилеями» (царями) не только по отношению к завоеванным племенам, но и по отношению к эллинским полисам Боспора Киммерийского.
Что касается международного положения царства, то при Спартоке III оно то же возросло. В 286 году до н. э. в Афинах был принят декрет в честь Спартока, который сохранился на мраморной плите. Этот декрет значительно отличается от предыдущих афинских декретов, касающихся правителей Боспора. До сих пор представители династии Спартокидов рассматривались как частные лица, то теперь Спарток именуется царём; если раньше речь шла исключительно о торговле, то теперь заключается формальный союз: Афины обязывались помогать Спартоку и на суше и на море, если кто-либо нападёт на его державу. Спарток же отделался неопределённым обещанием «делать им всё наилучшее». Несмотря на то, что количество хлеба, которое он подарил при этом Афинам, было сравнительно невелико (15 000 медимнов), благодарные афиняне присудили Спартоку III золотой венец, который решено было поднести богине на празднике Великих Дионисий, и поставили ему две бронзовые статуи: одну на площади, рядом со статуями его предков, другую на акрополе.